# Ronei Gleison Rodrigues dos Reis
Ronei Gleison Rodrigues dos Reis (São José dos Campos, Brasil, 26 de enero de 1991) es un futbolista brasileño. Juega de Mediocampista.

## Trayectoria

### Mogi Mirim
Roni debutó como profesional en el Mogi Mirim EC durante el Campeonato Paulista de 2012. Ese año su equipo ganó el Campeonato Paulista de Interior 2012 y el ascenso al Campeonato Brasileño de Serie C. Roni fue muy importante en el ascenso de ese año. Sin embargo, fue más destacada su actuación durante en el 2013 Campeonato Paulista de 2013 del torneo estatal. Roni guio al Mogi Mirim para alcanzar el cuarto lugar en la clasificación final del Campeonato. Se coronó máximo goleador del equipo, siendo también uno de los jugadores más importante para el equipo. También fue galardonado por la Federación Paulista de Fútbol como «Crack del Interior».

### São Paulo
Tras las eliminaciones del São Paulo en el Campeonato Paulista y en la Copa Libertadores, el presidente del club, decidió separar a siete jugadores del plantel para incorporar nuevos jugadores al club con el fin de armar un equipo competitivo para competir en el Campeonato Brasileño de Serie A y en torneos internacionales durante el segundo semestre de 2013. Dos de estas nuevas contrataciones eran Roni y su compañero en Mogi Mirim, Matthew Caramel. A pesar de ser buscado por otros clubes (entre ellos Palmeiras y Santos), al final fichó por São Paulo. En su debut con el São Paulo, Roni anotó un gol en la victoria del Tricolor sobre Londrina en un amistoso que finalizó con victoria de 4-0.

### Goiás
Sin encontrar un puesto permanente en el São Paulo, finalmente fue cedido al Goiás Esporte Clube hasta el final de la temporada. Roni anotó su primer gol con la camisa de Goiás ante el Internacional de Porto Alegre, en un juego disputado en Rio Grande do Sul que terminó empatado 2 a 2 en Rio Grande do Sul, válido por el Brasileirão 2013. Su segundo gol llegó en los cuartos de final de la Copa de Brasil frente al Vasco da Gama, partido en el que su equipo consiguió la victoria gracias a su gol.

### Coritiba
En 2014 fue cedido al Coritiba Foot Ball Club.

### Ponte Preta
Luego de quedarse sin espacio en el Coritiba, seis meses después fue cedido al Ponte Preta.

### Jaguares de Chiapas
El 29 de julio de 2015 se confirmó su llegada a los Jaguares de Chiapas de la Liga MX. Sin embargo, no llegó a un acuerdo con Jaguares de Chiapas por falta de adaptación.

## Clubes
| Club                 | País     | Año         |
| -------------------- | -------- | ----------- |
| Mogi Mirim           | Brasil   | 2012 - 2013 |
| São Paulo            | Brasil   | 2013        |
| Goiás (Cedido)       | Brasil   | 2013        |
| Coritiba (Cedido)    | Brasil   | 2014        |
| Ponte Preta (Cedido) | Brasil   | 2014 - 2015 |
| Paysandu             | Brasil   | 2015        |
| Chiapas F. C.        | México   | 2015 - 2016 |
| Ceará                | Brasil   | 2016        |
| Adanaspor            | Turquía  | 2017        |
| Belenenses           | Portugal | 2017        |

## Palmarés

### Campeonatos nacionales
| Título                          | Club       | País   | Año  |
| ------------------------------- | ---------- | ------ | ---- |
| Campeonato Paulista de Interior | Mogi Mirim | Brasil | 2012 |

### Campeonatos internacionales
| Título       | Club      | País     | Año  |
| ------------ | --------- | -------- | ---- |
| Copa Eusébio | São Paulo | Portugal | 2013 |